# Wilbur MacDonald
Pour les articles homonymes, voir MacDonald.
Wilbur Bernard MacDonald (né le 13 septembre 1933 à Orwell (Île-du-Prince-Édouard) et mort le 20 mai 2020 dans l'Île-du-Prince-Édouard) est un homme politique canadien, membre du parti progressiste-conservateur de la Chambre des communes du Canada. 

## Biographie
Le fils de Leo R. MacDonald et d'Helen MacDonald, Wilbur MacDonald fut éduqué à Orwell. 
Il était cultivateur par carrière.
Il représenta la circonscription de Cardigan, qu'il gagna à l'élection fédérale de 1979. Après avoir siégé pour son seul terme, la 31e législature du Canada, il fut défait à l'Élection fédérale canadienne de 1980 par Daniel Joseph MacDonald du parti libéral. Il fut ensuite élu à l'Assemblée législative de l'Île-du-Prince-Édouard comme membre de l'Assemblée pour 4e Queens dans l'Élection générale prince-édouardienne de 1982 et y resta jusqu'en 1989. MacDonald fut ministre de l'industrie de 1984 à 1986.
Quand les circonscriptions provinciales furent redistribués en 1996, il devint le membre de Vernon River-Stratford, qu'il a gardé jusqu'à sa retraite de la politique en 2007. MacDonald fut le président de l'Assemblée législative de l'Île-du-Prince-Édouard de 1997 à 2000.
Wilbur MacDonald a essayé par deux fois de retourner à la politique fédérale, la première à une élection partielle du 13 avril 1981 et la deuxième à l'Élection fédérale canadienne de 1993.

### Famille
Wilbur MacDonald a épousé Pauline Murphy le 4 août 1958 et ils eurent neuf enfants.